# Várzea Branca
Várzea Branca este un oraș și o municipalitate din statul Piauí (PI), Brazilia.